# Josef Doležal (novinář)
Josef Doležal (24. července 1893 Litomyšl – 27. prosince 1965 Praha) byl český právník, redaktor deníků Československé strany lidové, autor prací z katolické politiky.

## Život
Narodil se v rodině litomyšlského obuvníka Josefa Doležala a jeho manželky Anny, rozené Kašparové. Rodina byla katolicky orientovaná, otec se v roce 1894 zúčastnil v Litomyšli prvního křesťanskosociálního sjezdu.
Gymnázium vystudoval v Litomyšli. Dne 19. srpna 1922 se v Litomyšli oženil s Marií Maškovou, v následujícím roce (17. března 1923) úspěšně ukončil studium práv na právnické fakultě Univerzity Karlovy.
Byl členem a funkcionářem Československé strany lidové (ČSL) a od roku 1922 redaktorem (1925–1935 šéfredaktorem) jejích deníků (Lidové listy a po roce 1945 Lidová demokracie). Též redigoval katolickou revui Život. Politicky zastával linii Jana Šrámka. Členem ČSL zůstal i po únoru 1948, zůstal do důchodu redaktorem Lidové demokracie, bez významných funkcí ve straně. Po odchodu do důchodu připravoval spis o dějinách strany, tato práce zůstala nedokončená.
Byl členem Moravského kola spisovatelů (1940–1945). V Praze II bydlel na adrese Karlovo náměstí 15.

## Dílo
- Dělnické zákonodárství v Rakouské republice: sbírka a výklad platných a nejnovějších zákonů, týkajících se pracovního poměru, dělnického pojišťování, ochrany a práva dělnictva vůbec – Vídeň: Zemský svaz českých odborových organisací v Dolních Rakousích, 1921
- Zákon a příslušná prováděcí nařízení o živnostenských soudech v Rakouské republice – s předmluvou Richarda Poláka. Vídeň: František Mládek, 1923
- Politická cesta českého katolicismu 1918–1928 – Praha, Ústředí křesťansko-sociálních dělnických organisací v Čechách, 1928
- Řím-Moskva – Praha: nákladem vlastním, 1930
- Český kněz – Praha: Josef Richard Vilímek, 1931
- Cesta k Tvůrci, k životu věčně krásnému – Praha: Bedřich Kočí, 1934
- Sociální a hospodářské poměry dělnického stavu a jejich reforma podle sociálních nauk Církve Katolické – projev na I. celostátním sjezdu katolíků ČSR v Praze 27.–30. června 1935
- Evropa dvacet let od bolševické revoluce: Rusko historickým důkazem o nemožnosti komunistických řádů společenských – Praha: Vyšehrad, 1938